# Els reis del mambo
Els reis del mambo (títol original: The Mambo Kings) és una pel·lícula dramàtica dirigida per Arne Glimcher el 1992. Es tracta d'una adaptació de la novel·la d'Oscar Hijuelos "Els reis del mambo toquen cançons d'amor" guanyadora del Premi Pulitzer el 1989. La pel·lícula és protagonitzada per Armand Assante i Antonio Banderas com César i Néstor Castillo, germans i aspirants a músics que fugen de Cuba als Estats Units amb l'esperança de reviure les seves fallides carreres musicals. Els reis del mambo marca el debut com a director de Glimcher i el primer paper d'Antonio Banderas en anglès. Ha estat doblada al català.
Glimcher va comprar els drets per a la pel·lícula de la novel·la de Hijuelos el 1988, abans de contractar a Cynthia Cidre per escriure el guió. Diversos estudis van rebutjar la pel·lícula, i després d'una fallida preproducció de desenvolupament als Universal Productora s, el projecte es va traslladar a Warner Bros juntament amb el productor Arnon Milchan per cofinançar la pel·lícula. Quan l'estudi volia Jeremy Irons i Ray Liotta en els papers principals, Glimcher va haver de convèncer els executius de posar Assante i Banderes al seu lloc. El rodatge dels reis del mambo va tenir lloc a Los Angeles, recreant la Nova York dels anys 50.
La pel·lícula va rebre crítiques positives dels crítics, però només va recaptar 6.742.168 dòlars durant la seva estrena als cinemes dels Estats Units. Per la seva cançó original " Beautiful Maria of My Soul ", Els reis del mambo va ser nominada a diversos premis, entre ells els premis de l'Acadèmia .

## Argument
A principis de la dècada de 1950, els germans i músics cubans Cessar (Armand Assante) i Néstor Castillo (Antonio Banderas) fugen de l'Havana, Cuba, després d'entrar en una violenta disputa amb els mafiosos propietaris d'un club on tocaven. Finalment acaben a la ciutat de Nova York, on tots dos treballen en ocupacions de baixa categoria mentre intenten reviure les seves carreres musicals. En un club nocturn on Cessar bloqueja breument l'actuació de l'estrella del mambo Tito Puente, fan nous amics i connexions, així com una relació amb Lanna Lake (Cathy Moriarty), que cau ràpidament en una història d'amor amb Cessar.
Néstor, mentrestant, roman aliè a altres dones, mentre que continua component la seva oda al seu amor perdut de Cuba, Maria (Talisa Soto). Escriu versió rere versió de la mateixa cançó, "Beautiful Maria of My Soul", fins que per casualitat un dia es troba amb Dolores (Maruschka Detmers), una jove tímida però atenta que desitja convertir-se en mestra d'escola. Quan ella es queda embarassada, decideixen casar-se.
El destí intervé una nit en un club, on els germans Castillo tenen un treball a temps parcial. La balada d'amor de Néstor capta l'interès d'un dels clients, que resulta ser el líder d'una banda cubana i estrella de televisió nord-americana Desi Arnaz (interpretat pel seu fill, Desi Arnaz, Jr.). Després d'una agradable vetllada a casa de Néstor i Dolores, Arnaz ggenersament convida als Castillo per cantar i actuar en un episodi de la seva sèrie de comèdia de gran èxit, I Love Lucy .
Malgrat això la fama no queda. Néstor no és tan ambiciós com el seu germà i no desitja res més que ser l'amo del seu propi i petit club. Està enamorat de Dolores, però li manca la passió que sentia per l'estimada que va deixar a Cuba, Maria. Cessar, mentrestant, elimina els seus veritables sentiments de que una dona com Dolores en realitat seria perfecte per a ell. Cessar finalment revela a Néstor que Maria el va deixar per un gàngster cubà a canvi de salvar-li la vida.
En una nevada i tràgica nit, Néstor, Cessar i Lanna pateixen un accident en el qual el cotxe en què viatgen patina i xoca amb un arbre. Cessar, en el seient posterior del vehicle, amb prou feines està ferit, però Néstor, després d'haver conduït el cotxe, mor. La vida de Cessar, destrossat, mai serà la mateixa. Per honrar la memòria del seu germà, Cessar obre un petit club, que és ben rebut. Dolores li fa una visita i li demana que canti la cançó de Néstor per a ella.

## Repartiment
- Armand Assante: Cessar Castillo
- Antonio Banderas: Néstor Castillo
- Cathy Moriarty: Lanna Lake
- Maruschka Detmers: Delores Fuentes
- Desi Arnaz, Jr.: Desi Arnaz, Sr.
- Roscoe Lee Browne: Fernando Pérez
- Celia Cruz: Evalina Montoya
- Vondie Curtis-Hall: Miguel Montoya
- Talisa Soto: María Rivera
- Tito Puente: ell mateix
- Thomas F. Duffy: Mulligan

## Producció
Arne Glimcher és, entre altres coses, fan de la música mambo i sabia que Oscar Hijuelos estava escrivint una novel·la sobre el tema. El 1988, Hijuelos va enviar un manuscrit de la seva novel·la Els reis del mambo toquen cançons d'amor de qui va comprar els drets cinematogràfics abans de la publicació de la novel·la un any més tard . Glimcher va buscar un guionista nascut a Cuba així que va contractar a Cynthia Cidre per escriure el guió. Cidre va passar un any i mig treballant en el guió, i després de 24 esborranys, havia deixat una història que cobria només la meitat del llibre de Hijuelos de 407 pàgines . Quan se li va preguntar sobre la modificació de la seva novel·la en l'adaptació cinematogràfica, va dir Hijuelos, " La meva única preocupació era que la cultura cubana fos tractada amb respecte i que la música fos autèntica i precisa per a l'època " .
Diversos estudis van rebutjar el projecte, fins que Glimcher va persuadir Tom Pollock, president d'Universal, perquè financés la pel·lícula amb un pressupost baix. Abans de la producció, Pollock va insistir que les imatges de la sèrie de televisió I love lucky serien una part clau de la pel·lícula, però després de la mort de Lucille Ball el 1989, Glimcher era incapaç d'assegurar els drets d'ús d'imatges de la pel·lícula. Universal va cancel·lar la producció dels reis del mambo, per la qual cosa el projecte es va traslladar a Warner Bros., amb Arnon Milchan en Regency Enterprises es va arribar a un acord per cofinançar la pel·lícula amb Le Productora Canal +.

### Repartiment
Armand Assante i Antonio Banderas són opcions ideals de Glimcher per als papers de César i Néstor Castillo. Abans dels reis del mambo, Assante ha aparegut en diverses pel·lícules, però encara no havia esclatat com una gran estrella; Banderes, un actor espanyol, s'havia traslladat a Los Angeles, Califòrnia, amb l'esperança de fer un debut internacional amb el seu primer paper de parla anglesa. Warner Bros., no obstant això, va preferir Jeremy Irons com a César i Ray Liotta com a Néstor. Tots dos actors havien rebut elogis de la crítica per les seves actuacions en El misteri Von Bülow i Goodfellas, respectivament, i l'estudi sentia que atraurien un públic més ampli.
A través d'un traductor, Glimcher va dir a Banderas que treballés per millorar el seu anglès durant un mes abans de realitzar una prova de càmera. L'actor espanyol, mancat de la capacitat per parlar anglès, va aprendre les seves línies fonèticament. Malgrat una excel·lent prova de pantalla de Irons, Glimcher pensava que era dolent per a la seva part i va insistir en Assante. Va pensar que l'encant i la seducció que oferia Assante, eren perfectes per al paper i l'estudi finalment va acceptar.
Annabella Sciorra va ser originalment com Dolores, l'interès amorós de Nestor, un paper que amb el temps es va anar amb l'actriu Maruschka Detmers quan Sciorra es va veure obligada a retirar-se. Detmers va rebre el paper amb prou feines dues setmanes abans de la filmació. Glimcher va donar a Cathy Moriarty el paper de la promesa de Cessar, Lanna Lake, pel rendiment de l'actriu en Toro salvatge.
Desi Arnaz, Jr. va ser triat per representar al seu pare, Desi Arnaz, en una escena en la qual els germans Castillo apareixen en un episodi d'I Love Lucy. En la preparació per al seu paper, Arnaz, Jr. es va tenyir el cabell de negre i portava un braçalet d'identificació, anell i pin, tots els quals havien pertangut al seu difunt pare. "Jo no estava tractant de ser exactament com ell", va explicar. "Va ser més sobre com obtenir la seva essència i gestos". En un intent de recrear el món mambo de la dècada de 1950, Glimcher va contractar als músics Tito Puente i Celia Cruz.